# Корнел Хаваші
Корнел Хаваші (угор. Havasi Kornél; 10 січня 1892 — 15 січня 1945) — угорський шаховий майстер.

## Шахова кар'єра
Виграв у Будапешті (1911); посів 9-те місце в Тімішоарі (1912, чемпіонат Угорщини, переміг Дьюла Бреєр); поділив 4-5-те місця в Будапешті (1917, виграв Бреєр); посів 4-те місце в Будапешті (1918, виграли Золтан фон Балла і Ріхард Реті); поділив 9-11-те місце в Кашау (Кошице) (1918, виграв Реті); поділив 1-2-ге місце Саваєм у Будапешті (1920); посів 6-те місце в Дюлі (1921, виграв Бора Костіч).
Хаваші був чемпіоном Угорщини, вигравши в Будапешті 1922 року. Посів 3-тє місце в Будапешті 1923; поділив 6-7-му місце в Дюлі (1923, виграв Грубер); посів 10-те місце в Дьєрі (1924, чемпіонат Угорщини, виграв Геза Надь); поділив 6-10-те місце в Дебрецені (1925, Maróczy Jubiläumturnier, виграв Ганс Кмох); поділив 3--4-те місце в Будапешті (1926, виграв (Ендре Штейнер); поділив 12-14-те місце в Будапешті 1926 (1-й турнір ФІДЕ, виграли Ернст Ґрюнфельд і Маріо Монтічеллі); поділив 2-4-те місце в Будапешті (1928, чемпіонат Угорщини, виграв Арпад Вайда); поділив 7-8-ме в Будапешті (1928, виграв Хосе Рауль Капабланка), і переміг у Мезоковешді (1929, чотирикутник).
Поділив 4-5-те місця в Будапешті (1931, чемпіонат Угорщини, виграв Лайош Штейнер); посів 4-те місце в Шопроні (1934, виграв Рудольф Шпільман); поділив 5-6-те місця в Будапешті (1934, Maróczy Jubilee, виграв Еріх Елісказес); поділив 12-14-те місце в Будапешті, район (Уйпешт) (1934, виграв Андор Лілієнталь); поділив 5-6-те місця в Тататовароші (1935, виграв Ласло Сабо); поділив 5-7-ме місця в Будапешті (1936, чемпіонат Угорщини, виграли Л. Штейнер і Мечислав Найдорф); поділив 3-4-те місця в Мілані (1938, виграли Елісказес і Монтічеллі) і поділив 4-6-те місця в Будапешті (1939, Меморіал Дорі, виграли Балла і Сабо).
У складі збірної Угорщині брав участь у шахових олімпіадах:
- 1924 року в 1-й неофіційній шаховій олімпіаді в Парижі (+6 -5 =0)[3]
- 1927 року на четвертій шахівниці в 1-ій шаховій олімпіади в Лондоні (+4 -1 =3)[4]
- У 1928 році на четвертій дошці у 2-й шаховій Олімпіаді в Гаазі (+6 -1 =9)[5]
- 1930 року на четвертій шахівниці в 3-ій шаховій олімпіаді в Гамбурзі (+10 -0 =4)[6]
- 1931 року на четвертій шахівниці в 4-й шаховій олімпіаді в Празі (+7 -4 =3)[7]
- 1933 року на четвертій шахівниці в 5-й шаховій Олімпіаді у Фолкстоні (+5 -1 =6)[8]
- 1935 року на третій шахівниці в 6-й шаховій Олімпіаді у Варшаві (+5 -0 =6)[9]
- 1936 року на четвертій шахівниці в 3-й неофіційній шаховій олімпіаді в Мюнхені (+4 -0 =12)[10]
- 1937 року на четвертій шахівниці в 7-й шаховій олімпіаді в Стокгольмі (+6 -4 =5).[11]

Виграв шість медалей у командному заліку (три золоті в 1927, 1928, 1936 роках та три срібні в 1924, 1930, 1937 роках) і одну срібну медаль в особистому заліку в 1935 році.
Опублікував книгу A soproni jubiláris sakkverseny, 1934 (Будапешт 1935).
Корнел Хаваші помер у 1945 році в Бруку/Лейті (Австрія). Йому доводилося працювати там на примусових роботах для нацистів.